# 夏履镇
夏履镇是浙江省绍兴市柯桥区下辖的一个镇。位于绍兴县西北部。有“九山一田”之誉，曾于1997年被联合国环境署授予生态环境“全球500佳”。2004年又获“全国环境优美乡镇”称号。
相传，夏禹治水时经此遗履，后人因感念其功德，建立了夏履桥，镇便以此桥的名称命名。

## 行政区划
中华民国政府于1932年设置夏履桥镇，后改乡。中华人民共和国建立后，在1956年，将原夏履、莲东、莲西、中村4乡合并为夏履乡。1992年7月，改建至镇，镇人民政府设在夏履桥街。现辖11个行政村和1个居委会（夏履居委会）。
夏履社区、新民村、夏履桥村、联华村、莲东村、莲增村、中墅村、越王峥村、夏东村、莲中村、莲西村和双叶村。